# Arapeí
Arapeí este un oraș în São Paulo (SP), Brazilia. 